# Popotitos
«Popotitos» es una canción de rock en español interpretada por la banda mexicana Los Teen Tops. La canción tiene la música del exitoso tema de rock and roll «Bony Moronie» de Larry Williams, que fue un éxito considerable en el mercado estadounidense en 1957.
La letra está realizada en español por Enrique Guzmán, líder de Los Teen Tops, y si bien tiene algunas similitudes con la versión en inglés del tema original, sus diferencias son sustanciales.
El tema llegó al puesto n.º 1 del Billboard de México en 1961. Según la misma revista, "Popotitos" también llegó al primer puesto en Argentina en junio de 1962. La canción es considerada como una de las fundadoras del rock cantado en español.

## Comparación de las letras en inglés y español
Las letras de "Popotitos" y "Bony Moronie" son similares, pero como en el caso de "La plaga", en la versión en español el sexo está ausente, mientras que en la versión original es el tema central.
El tema en inglés comienza con la frase «tengo una chica llamada Bony Moronie». El cantante cuenta que ella es «flaca como un macarroni». El estribillo, repetido tres veces repite: «pero yo la amo y ella me ama, y más felices no podríamos ser, haciendo el amor bajo el manzano». En la segunda estrofa el cantante cuenta que le contó a los padres de Bony Moronie exactamente lo que quería hacer: casarse en una noche de junio y rock and rollear toda la noche. Aquí la expresión "rock and roll" tiene el doble significado de bailar toda la noche, pero también tener sexo.[cita requerida] En la tercera estrofa la canción dice que Bony Moronie es muy atractiva, que la gente se da vuelta para verla, y que es su primera y única; es el deseo de su corazón.
El rock "Bony Moronie" fue versionado en español como "Popotitos", censurando toda referencia sexual. Enrique Guzmán, entonces un adolescente líder de los Teen Tops, declaró que la letra la compuso pensando en su hermana, que tenía "patas de pollo".
En la versión de Enrique Guzmán y Los Teen Tops, Popotitos no aparece como una chica bonita, como la Bony Moronie original, pero eso no importa, ya que lo importante es que sabe bailar rock and roll y eso es lo que la hace atractiva:

Popotitos no es un primor
pero baila que da pavor
a mi Popotitos yo le di mi amor...

Popotitos baila rock and roll!
Popotitos

## Versiones
- En 1962, Miguel Ríos grabó una versión del tema en su cuarto EP, convirtiéndose en uno de sus primeros éxitos y canción habitual en su repertorio. En 1987 la interpretó a dúo con el cantante de Los Teen Tops, Enrique Guzmán, en el marco de actuaciones del programa de televisión ¡Qué noche la de aquel año!, transmitido por TVE.[4] Fue, a su vez, incluida en el primer doble LP del programa, editado por Polydor ese mismo año.
- En Argentina Serú Girán grabó en 1982 una versión de "Popotitos" que volvió a ser un gran hit.
- El músico uruguayo Rubén Rada grabó en 1983 una versión de "Popotitos" intercalada en "María, María" de Milton Nascimento, para su disco en vivo La cosa se pone negra.
- En 1989, Alejandra Guzmán incluyó una versión de la canción en su segundo álbum de estudio Dame tu amor.
- Ricky Martin hace una versión de este tema en su primer álbum de estudio homónimo de 1991.
- En el 2009 el grupo "Boas" compuso una versión similar a la de Serú Girán de aquella misma canción.